# Рогочий Георгій Антонович
Георгій Антонович Рогочий (6 травня 1913, Калинове, Бахмутський повіт, Катеринославська губернія, Російська імперія — 19 січня 1970, Львів) — радянський науковець, ректор Львівського державного інституту фізичної культури у 1959—1967 роках. Кандидат педагогічних наук, доцент (1965). Учасник німецько-радянської війни, серед нагород: орден Червоної Зірки, орден «Знак Пошани», численні медалі.
Закінчив Горлівський гірничий технікум (1938). 1946 року переїхав до Львова. Працював директором спорткомбінату Львівської облради товариства «Спартак», спорткомбінату обласного комітету у справах фізичної культури і спорту при Львівському облвиконкомі, заступником завідувача Львівського обласного відділу охорони здоров'я з фізичної культури і спорту, головою обласної ради Союзу спортивних товариств і організацій УРСР. 1957 року заочно закінчив Київський державний інститут фізичної культури.
У Львівському державному інституті фізичної культури працював з вересня 1957 року. 16 листопада 1959 року постановою Президії ради Союзу спортивних товариств і організацій УРСР призначений ректором ЛДІФК. 
За роки його керування інститутом значно розширилася матеріально-технічна база: були побудовані спортивні майданчики, гуртожиток № 2 ЛДІФК на вул. Таджицькій, 19 у Львові на 250 місць, розширився стадіон, збудована лижна база у селищі Ворохта Івано-Франківської області. Уперше введено заочну та вечірню форми навчання. У цей період розпочали спорудження ще одного гуртожитку ЛДІФК на вул. Пасічній, 64а.
На посаді ректора працював до січня 1967 року. Від січня 1967 року – доцент катедри теорії, методики та історії і організації фізичної культури і спорту.
Помер 19 січня 1970 року. Похований на Личаківському цвинтарі у Львові.